# 2000-es Formula–1 spanyol nagydíj
A spanyol nagydíj volt a 2000-es Formula–1 világbajnokság ötödik futama.

## Futam
|    | Rsz. | Versenyző             | Csapat             | Körök | Idő/Kiesések | Start | Pontok |
| -- | ---- | --------------------- | ------------------ | ----- | ------------ | ----- | ------ |
| 1  | 1    | Mika Häkkinen         | McLaren-Mercedes   | 65    | 1:33:55.3    | 2     | 10     |
| 2  | 2    | David Coulthard       | McLaren-Mercedes   | 65    | 16.066       | 4     | 6      |
| 3  | 4    | Rubens Barrichello    | Ferrari            | 65    | 29.112       | 3     | 4      |
| 4  | 9    | Ralf Schumacher       | Williams-BMW       | 65    | 37.311       | 5     | 3      |
| 5  | 3    | Michael Schumacher    | Ferrari            | 65    | 47.983       | 1     | 2      |
| 6  | 5    | Heinz-Harald Frentzen | Jordan-Mugen-Honda | 65    | +1:21.925    | 8     | 1      |
| 7  | 17   | Mika Salo             | Sauber-Petronas    | 64    | +1 Kör       | 12    |        |
| 8  | 23   | Ricardo Zonta         | BAR-Honda          | 64    | +1 Kör       | 16    |        |
| 9  | 11   | Giancarlo Fisichella  | Benetton-Playlife  | 64    | +1 Kör       | 13    |        |
| 10 | 12   | Alexander Wurz        | Benetton-Playlife  | 64    | +1 Kör       | 18    |        |
| 11 | 7    | Eddie Irvine          | Jaguar-Cosworth    | 64    | +1 Kör       | 9     |        |
| 12 | 6    | Jarno Trulli          | Jordan-Mugen-Honda | 64    | +1 Kör       | 7     |        |
| 13 | 8    | Johnny Herbert        | Jaguar-Cosworth    | 64    | +1 Kör       | 14    |        |
| 14 | 20   | Marc Gené             | Minardi-Fondmetal  | 63    | +2 Kör       | 20    |        |
| 15 | 21   | Gaston Mazzacane      | Minardi-Fondmetal  | 63    | +2 Kör       | 21    |        |
| 16 | 15   | Nick Heidfeld         | Prost-Peugeot      | 62    | +3 Kör       | 19    |        |
| 17 | 10   | Jenson Button         | Williams-BMW       | 61    | Motor        | 10    |        |
| Ki | 19   | Jos Verstappen        | Arrows-Supertec    | 25    | Váltó        | 11    |        |
| Ki | 22   | Jacques Villeneuve    | BAR-Honda          | 21    | Hidraulika   | 6     |        |
| Ki | 14   | Jean Alesi            | Prost-Peugeot      | 1     | Ütközés      | 17    |        |
| Ki | 18   | Pedro de la Rosa      | Arrows-Supertec    | 1     | Ütközés      | 22    |        |
| Ki | 16   | Pedro Diniz           | Sauber-Petronas    | 0     | Kicsúszás    | 15    |        |

## A világbajnokság élmezőnyének állása a verseny után
| H  | Versenyzők         | Pont | H  | Konstruktőrök      | Pont |
| -- | ------------------ | ---- | -- | ------------------ | ---- |
| 1. | Michael Schumacher | 36   | 1. | Ferrari            | 49   |
| 2. | Mika Häkkinen      | 22   | 2. | McLaren-Mercedes   | 42   |
| 3. | David Coulthard    | 20   | 3. | Williams-BMW       | 15   |
| 4. | Rubens Barrichello | 13   | 4. | Jordan-Mugen-Honda | 9    |
| 5. | Ralf Schumacher    | 12   | 5. | Benetton-Playlife  | 8    |

## Statisztikák
Vezető helyen:
- Michael Schumacher: 38 (1-23 / 27-41)
- Mika Häkkinen: 27 (24-26 / 42-65)

Mika Häkkinen 15. győzelme, 16. leggyorsabb köre, Michael Schumacher 24. pole-pozíciója.
- McLaren 125. győzelem